# Zbigniew Podlecki
Zbigniew Podlecki (ur. 19 stycznia 1940 w Wilnie, zm. 8 stycznia 2009 w Gdańsku) – polski żużlowiec.

## Życiorys
Karierę sportowca rozpoczynał w wieku 18 lat, w Neptunie Gdańsk. Pierwsze sukcesy na arenie krajowej odniósł w 1963, a rok później został reprezentantem Polski. Jako debiutant zajął wysokie miejsca w trzech kolejnych eliminacjach do finałów indywidualnych mistrzostw Europy. Odniósł w tych zawodach bezapelacyjne zwycięstwo, wygrywając wszystkie wyścigi. Rok później wraz z Andrzejem Wyglendą i Antonim Woryną zdobył tytuł drużynowego mistrza świata w zawodach rozgrywanych w Kempten (Allgäu) (Niemcy). W 1967 osiągnął tytuł drużynowego wicemistrza świata na zawodach w szwedzkim Malmö. Jego karierę przerwał wypadek drogowy, do którego doszło 19 sierpnia 1972.
Został pochowany na cmentarzu Łostowickim w Gdańsku. Od 2009 stadion żużlowy w Gdańsku nosi jego imię.